# Fallen (Mýa)
"Fallen" är en R&B-låt framförd av den amerikanska sångerskan Mýa, komponerad av Rich Shelton, Loren Hill och Kevin Veney till Mýas tredje studioalbum Moodring (2003). 
I midtempo-spåret sjunger framföraren att hon har blivit hemligt förälskad. "Fallen" samplar hiphop-gruppen The Pharcydes låt "Runnin'" från 1995 som i sin tur återanvänder musik från låten "Saudade Vem Correndo" inspelad av den brasilianska musikern Luiz Bonfá år 1963. Spåret gavs ut som den andra och sista singeln från Mýas album den 11 november 2003. "Fallen" debuterade på en 68:e plats på USA:s singellista Billboard Hot 100 och blev därmed Mýas högsta debut på den listan hittills i sin karriär. I sjätte veckan nådde singeln sin topp-position; en 51:a plats. Vid tidpunkten blev låten sångerskans tredje singel som misslyckades att ta sig över topp-fyrtio på Billboard Hot 100. På R&B-marknaden hade singeln avsevärt större framgångar och klättrade till en 35:e plats på Hot R&B/Hip-Hop Songs och till en 18:e plats på Rhythmic Top 40. 
"Fallen" var även filmmusik till A Cinderella Story från 2004 med Hilary Duff och Chad Michael Murray i huvudrollerna. En remix av låten "Zone 4 Remix" med rapparen Chingy blev filmmusik till komedin Barbershop 2: Back in Business också utgiven år 2004.
I musikvideon till singeln spelar Mýa en besatt kvinna som stalkar sitt kärleksintresse. Videon filmades i Toronto.

## Format och innehållsförteckning
- Amerikansk CD-singel

1. "Fallen" (Radio Edit) – 3:21
2. "Fallen" (The Remix Original med Tre och Fatlip) – 4:00
3. "Fallen" (The Remix Plus med Tre och Fatlip) – 4:00
4. "Fallen" (Video Edit) – 4:05
5. "Fallen" (Video)

- Amerikansk Vinyl-singel

1. "Fallen" (The Remix Plus) [med Fat Lip och Tre Hardson] - 4:00
2. "Fallen" (Radio Mix) - 3:21
3. "Fallen" (The Remix Original) [med Fat Lip och Tre Hardson] - 4:00
4. "Fallen" (The Remix Instrumental) - 3:21

## Listor
| Lista (2003)                                | Topp position |
| ------------------------------------------- | ------------- |
| Japanska Tokio Hot 100                      | 22            |
| Amerikanska Billboard Hot 100               | 51            |
| Amerikanska Billboard Hot R&B/Hip-Hop Songs | 35            |
| Amerikanska Billboard Pop Songs             | 35            |
| Amerikanska Billboard Rhythmic Top 40       | 18            |